# Hogna gabonensis
Hogna gabonensis este o specie de păianjeni din genul Hogna, familia Lycosidae, descrisă de Roewer, 1959.
Este endemică în Gabon. Conform Catalogue of Life specia Hogna gabonensis nu are subspecii cunoscute.